# Beni M’Tir
Beni M’Tir (arabisch بني مطير, DMG Banī Maṭīr) ist eine tunesische Stadt im Gouvernement Jendouba mit 811 Einwohnern (Stand: 2004).

## Geographie
25 Kilometer südlich von Beni M’Tir befindet sich die Stadt Jendouba. Beni M’Tir wird nördlich durch eine Staustufe begrenzt.